# Жаркие летние ночи
«Жаркие летние ночи» (англ. Hot Summer Nights) — американский драматический фильм 2017 года, режиссёрский дебют Элайджи Байнума. Премьера фильма состоялась 13 марта 2017 на фестивале SXSW. В ограниченный прокат фильм вышел 27 июля 2018 года.

## Сюжет
1991 год. У подростка Дэниела Миддлтона умирает отец. Сын тяжело переживает утрату и начинает замыкаться в себе. Большую часть времени Дэниел проводит дома, занимаясь медитацией. Мама, наблюдая такое поведение, решает отправить Дэниела на лето к тёте, чтобы тот развеялся. Тётя же живёт в небольшом курортном городке на полуострове Кейп-Код. Там Дэниел подрабатывает продавцом в магазине.
Однажды к нему на работу забегает Хантер Строубери, легендарный местный хулиган. Он просит Дэниела спрятать его марихуану от преследующего его полицейского. После этого случая парни становятся друзьями. Хантер зарабатывает на жизнь продажей «травки». Дэниел просит взять и его в этот бизнес. Он быстро осваивается в этом деле и даже начинает придумывать схемы, как им можно было бы заработать ещё больше. В это время на компаньонов выходит гангстер по имени Декс. Он обещает поставлять им товар в любых количествах, лишь бы они только успевали его реализовать. Дела идут в гору и друзья становятся всё богаче.
В кинотеатре под открытым небом Дэниел случайно знакомится с Маккейлой, самой обожаемой местной девушкой. Он рассказывает об этом знакомстве Хантеру. Тот объясняет Дэниелу, что вообще-то Маккейла его сестра и запрещает приближаться к ней. Также Дэниел узнаёт, что у Хантера конфликт с сестрой из-за смерти их матери и что они уже очень давно не разговаривают. Тем не менее, Дэниел начинает встречаться с Маккейлой. В свою очередь, девушка просит его держаться подальше от её брата, так как тот занимается наркотиками.
Дэниел придумывает новую идею по расширению их с Хантером бизнеса. Он предлагает начать продавать кокаин и уже знает, где его достать. Хантер категорически против такой затеи, в том числе и из-за того, что такое не понравится их боссу Дексу. В этом случае Дэниел принимает решение действовать в одиночку. Он идёт на сделку по покупке партии кокаина, но там его обманывают. «Порошок» он не получает, а деньги у него отнимают. Дексу же становится известно о том, что его люди, которые торговали марихуаной, теперь хотят взяться за кокаин. Он отправляется в город, чтобы наказать их. Декс находит Хантера в его автосервисе и убивает. Дэниел в это время пытается найти Маккейлу. На Массачусетс обрушивается ураган Боб.
Повествование в фильме ведётся от лица ребёнка, который появляется только в самом конце.
В музыкальной дорожке фильма широко используются поп- и рок-хиты 80-х.

## В ролях
- Тимоти Шаламе — Дэниел «Дэнни» Миддлтон
- Майка Монро — Маккейла «Кей» Строубери
- Томас Джейн — сержант Фрэнк Кэлхун
- Алекс Роу — Хантер Строубери
- Майя Митчелл — Эми Кэлхун
- Эмори Коэн — Декс
- Уильям Фихтнер — Шеп
- Джек Кеси — Понитэйл

## Рецензии
На сайте Rotten Tomatoes рейтинг «свежести» фильма 43 %. У него 17 положительных рецензий из 40, со средней оценкой 5.2/10; критики похвалили игру молодых актёров на фоне скучной истории. 
На сайте Metacritic у фильма 44 балла из 100 на основе 18 отзывов.
 
Шейла О’Мэлли с сайта RogerEbert.com поставила фильму 1,5 звезды из 4; она отметила, что фильм состоит из большого количества клише — здесь и «Славные парни», и «Ночи в стиле буги», и «Место под солнцем», и «Бунтарь без причины». Также ей было отмечено, что в фильме много музыки, но она не подобрана конкретно под начало 90-х, которые показаны в фильме, музыкальные композиции в фильме идут начиная с 60-х годов.
  
Гленн Кенни из The New York Times назвал просмотр этого фильма пустой тратой времени.